# Llewellyn Herbert
Llewellyn Herbert (ur. 21 lipca 1977 w Bethal) – południowoafrykański lekkoatleta, płotkarz. Trzy razy reprezentował swój kraj na igrzyskach olimpijskich (1996, 2000, 2004).
Wielokrotny rekordzista kraju w biegu na 400 metrów przez płotki i to właśnie na tym dystansie odnosił liczne międzynarodowe sukcesy:
- srebrny medal podczas Mistrzostw Świata Juniorów w Lekkoatletyce (Sydney 1996)
- srebro na Mistrzostwach Świata w Lekkoatletyce 1997 (Ateny 1997)
- złoto podczas Uniwersjady (Katania 1997)
- brąz na Igrzyskach Olimpijskich (Sydney 2000)
- złoto podczas Mistrzostw Afryki w Lekkoatletyce (Radis 2002)
- złoto na Mistrzostwach Afryki w Lekkoatletyce (Brazzaville 2004)

## Rekordy życiowe
- bieg na 100 metrów – 10,30 (1999)
- bieg na 200 metrów – 20,50 (1999)
- bieg na 400 metrów – 46,15 (2002)
- bieg na 110 m przez płotki – 13,91 (1998)
- bieg na 400 m przez płotki – 47,81 (2000) rekord RPA
- bieg na 300 m przez płotki (hala) – 34,92 (1999) rekord świata
- bieg na 400 m przez płotki (hala) – 49,90 (2005) rekord Afryki, były rekord świata